# Maria Victòria Secall i de Fermentino
Maria Victòria Secall i de Fermentino (Barcelona), és una poeta balear resident a Palma.
Maria Victòria es va llicenciar en Psicologia i en Filosofia a la Universitat de Barcelona per a passar a doctorar-se en Psicolingüística a la mateixa Universitat. En un primer moment i al llarg d'una gran temporada es dedicà a la docència, tasca que compaginava amb la investigació i la pràctica clínica de la psicologia; la qual va acabant sent la seua principal dedicació i la que actualment continua exercint a un centre oficial de Palma.
És membre, com Aina Ferrer Torrens de “Fart D'art”, escamot poètic; de l'associació d'escriptors en llengua catalana "AELC", del "Pen Català". També té un bloc personal anomenat “El pèndol de petites oscil·lacions”.
Al llarg de la seua carrera com a psicòloga ha publicat diversos llibres com ara: “Psicologia del lenguaje” (compilació) de l'Editorial. Pirámide Barcelona 1981; “La parla de l'infant” ICE, UIB 1987; “La capsa dels sons” Premsa Universitària 1988.
També ha realitzat articles per a revistes especialitzades en temes de psicolingüística i psicologia social.
Entre la temàtica de la seu obra ha conreat a més, la literatura infantil i juvenil on podem destacar: “L'estel de foc” (finalista del II Premi Guillem Cifre de Colonya), “Hiverneus”, 2n. Premi de narrativa breu “Dona” Barcelona 1984, 
“La capsa dels somnis”, recull de contes finalista del III Premi Guillem Cifre de Colonya 1984.
Com a poeta i escriptora de relat breu ha publicat: “L'indesxifrable codi” (Premi rei en Jaume de Poesia 1997), “Heliografia” (Premi Joan Llacuna, Ciutat d'Igualda de Poesia 1998); “L'embolicadora” (2n Premi de narrativa breu del “Diario de Mallorca” 1999); “Lluna nova” (1er Premi Ancora de narrativa breu de Sant Feliu de Guíxols 2001); “La nedadora” (2n. Premi de conte curt Sant Bartomeu de Montuïri 2002), “Els amants del pont” (Premi de conte curt de Sant Sadurní d'Anoia) i “Obert per defunció” (Palma 2006).
També ha participat com a coautora en les compilacions com ara: “Poetes per la llengua” (Palma, 1999), “13x3 Poesia Perifèrica” (Inca, 2006), “Eròtiques i despentinades” (València, 2006) i “La Catosfera Literària” (Valls, 2008).